# Virgilio Mantegazza
Virgilio Mantegazza (Milánó, 1889. január 30. – Milánó, 1928. július 3.) olimpiai bronzérmes olasz párbajtőrvívó.